# Coppa di Francia (rugby a 15)
Con il termine Coppa di Francia di rugby a 15 vengono, talvolta impropriamente, indicate una serie di competizioni diverse che si sono dipanate nel tempo, in particolare il Challenge Yves du Manoir, giocato fino al 2003 e intitolata a Yves du Manoir, un ex rugbista internazionale francese, morto in un incidente d'aereo nel gennaio 1928 a 23 anni.
Ma anche altre competizioni si sono svolte in alternativa o in sostituzione.

## Storia
Inizialmente la manifestazione era stata organizzata dalla squadra Racing Club
che creò la prova ed invitò altre squadre a partecipare; il Racing fu aiutato dal CA Bègles e dal Montferrand.
Durante la guerra la competizione venne sospesa e sostituita dal 1943 al 1951 da una competizione ufficiale organizzata dalla federazione.
Nel 1951 si torna al Challenge organizzato dal club parigino,
Dalla stagione 1996-1997 il torneo viene gestito dalla Federazione francese di rugby diventando la Coppa di Francia.

## Il Challenge 1932-1939
| Anno | Vincitore       | Finalista  | Risultato |
| 1932 | Agen            | Lione      |           |
| 1933 | Lione           | Agen       |           |
| 1934 | Tolosa e Tolone |            | 0-0       |
| 1935 | Perpignano      | Clermont   | 6-0       |
| 1936 | Bayonne         | Perpignano | 9-3       |
| 1937 | Biarritz        | Perpignano | 9-3       |
| 1938 | Montferrand     | Perpignano | 23-10     |
| 1939 | Pau             | Tolosa     | 5-0       |

## Competizione ufficiale 1942-1951
La prima versione della competizione risale al 1906 e venne disputata probabilmente da équipe regionali, per rinascere nella Francia occupata 1943. parteciparono oltre 200 squadre con la formula dell'eliminazione diretta.
| Data           | Sede     | Vincitore    | Finalista          | Risultato |
| 2 maggio 1943  | Bordeaux | Agen         | Stade bordelais UC | 11-4      |
| 7 maggio 1944  | Bordeaux | Toulouse OEC | Stade bordelais UC | 19-3      |
| 13 maggio 1945 | Tolosa   | Agen         | Montferrand        | 14-13     |
| 11 maggio 1946 | Bordeaux | Tolosa       | Pau                | 6-3       |
| 17 maggio 1947 | Bordeaux | Tolosa       | Montferrand        | 14-11     |
| 30 maggio 1948 | Bordeaux | Castres      | Lourdes            | 6-0       |
| 11 giugno 1949 | Bordeaux | Bordeaux     | Tolosa             | 11-6      |
| 11 giugno 1950 | Tolosa   | Lourdes      | Béziers            | 16-3      |
| 2 giugno 1951  | Bordeaux | Lourdes      | Stadoceste tarbais | 6-3       |

Il clima sportivo della finale del 1951, fu così violento che le federazioni britanniche, venute a conoscenza dei fatti, ne chiesero l'interdizione, minacciando di escludere di nuovo la Francia dal Torneo delle cinque nazioni, riammessa solo nel 1947 con la scusa di un calendario già troppo pieno.

## Il secondo periodo del Challenge 1952-1996
| Anno | Vincitore      | Finalista      | Risultato |
| 1952 | Pau            | Racing Club    |           |
| 1953 | Lourdes        | Pau            | 8-0       |
| 1954 | Lourdes        | Tolone         | 28-12     |
| 1955 | Perpignano     | Mazamet        | 22-11     |
| 1956 | Lourdes        | Perpignano     | 3-0       |
| 1957 | Dax            | Clermont       | 6-6       |
| 1958 | Mazamet        | Mont-de-Marsan | 3-0       |
| 1959 | Dax            | Pau            | 12-8      |
| 1960 | Mont-de-Marsan | Béziers        | 9-9       |
| 1961 | Mont-de-Marsan | Béziers        | 17-8      |
| 1962 | Mont-de-Marsan | Pau            | 14-9      |
| 1963 | Agen           | Brive          | 11-0      |
| 1964 | Béziers        | Pau            | 6-3       |
| 1965 | US Cognac      | Perpignano     | 5-3       |
| 1966 | Lourdes        | Mont-de-Marsan | 16-6      |
| 1967 | Lourdes        | Narbonne       | 9-3       |
| 1968 | Narbonne       | Dax            | 14-6      |
| 1969 | Dax            | Grenoble       | 24-12     |
| 1970 | Tolone         | Agen           | 25-22     |
| 1971 | Dax            | Tolosa         | 18-8      |
| 1972 | Béziers        | Clermont       | 27-6      |
| 1973 | Narbonne       | Béziers        | 13-6      |
| 1974 | Narbonne       | Brive          | 19-10     |
| 1975 | Béziers        | Agen           | 16-12     |
| 1976 | Clermont       | RC Graulhet    | 40-12     |
| 1977 | Béziers        | Lourdes        | 19-18     |
| 1978 | Narbonne       | Béziers        | 19-19     |
| 1979 | Narbonne       | Clermont       | 9-7       |
| 1980 | Bayonne        | Béziers        | 16-10     |
| 1981 | Lourdes        | Béziers        | 25-13     |
| 1982 | Dax            | Narbonne       | 22-19     |
| 1983 | Agen           | Tolone         | 29-7      |
| 1984 | Narbonne       | Tolosa         | 17-13     |
| 1985 | RC Nice        | Clermont       | 21-16     |
| 1986 | Clermont       | Grenoble       | 22-15     |
| 1987 | Grenoble       | Agen           | 26-7      |
| 1988 | Tolosa         | Dax            | 15-13     |
| 1989 | Narbonne       | Biarritz       |           |
| 1990 | Narbonne       | Biarritz       | 18-12     |
| 1991 | Narbonne       | Bègles         | 24-19     |
| 1992 | Agen           | Narbonne       | 23-18     |
| 1993 | Tolosa         | Castres        | 13-8      |
| 1994 | Perpignano     | Clermont       | 18-3      |
| 1995 | Tolosa         | Bègles         | 41-20     |
| 1995 | Tolosa         | Bègles         | 41-20     |
| 1996 | Brive          | Pau            | 12-6      |

## Breve ritorno del torneo ufficiale 1983-85
Sotto l'impulso di Albert Ferrasse, si torna a oparlare di un torneo ufficiale nel 1983-85.
Non sarà un grande successo (poco pubblico) e quindi la competizione sarà nuovamente sospesa.
| Data           | Sede        | Vincitore | Finalista | Risultato |
| 24 aprile 1984 | Tolosa      | Tolosa    | Lourdes   | 6-0       |
| 14 aprile 1985 | Carcassonne | Narbonne  | Tolosa    | 28-27     |
| 1º giugno 1986 | Castres     | Béziers   | Aurillac  | 40-9      |

## Coupe de France (trophée Du Manoir)
Nel 1996 la prova viene risuscitata come erede del Challenge Yves du Manoir. Il trofeo resterà lo stesso.
| Data           | Sede                                       | Vincitore      | Finalista        | Risultato |
| 26 aprile 1997 | Nîmes (15732 spettatori)                   | Pau            | Bourgoin-Jallieu | 13-11     |
| 6 giugno 1998  | Parigi (Stade Charlèty) (12000 spettatori) | Tolosa         | Stade français   | 22-15     |
| 5 giugno 1999  | Saint-Étienne (22000 spettatori)           | Stade français | Bourgoin-Jallieu | 27-19     |
| 1º giugno 2000 | Bordeaux (17500 spettatori)                | Biarritz       | Brive            | 24-13     |

## Coupe de la Ligue
La Coupe de la Ligue viene introdotta quindi nel 2000 dopo la nascita della LNR di Serge Blanco. Dopo tre sole edizioni la competizione è trasformata nel Challenge Sud-Radio per l'ultima edizione.
| Data          | Sede        | Vincitore   | Finalista        | Risultato |
| 8 aprile 2001 | Montauban   | Montferrand | Auch             | 34-24     |
| 23 marzo 2002 | La Rochelle | La Rochelle | Biarritz         | 23-19     |
| 27 marzo 2003 | La Rochelle | La Rochelle | Bourgoin-Jallieu | 22-20     |

## Challenge Sud-Radio
La Coupe de la Ligue è sostituita per una sola edizione dal Challenge Sud-Radio
| Data             | Sede     | Vincitore | Finalista        | Risultato |
| 15 novembre 2003 | Narbonne | Castres   | Bourgoin-Jallieu | 27-26     |